# Julius W. Becton Jr.

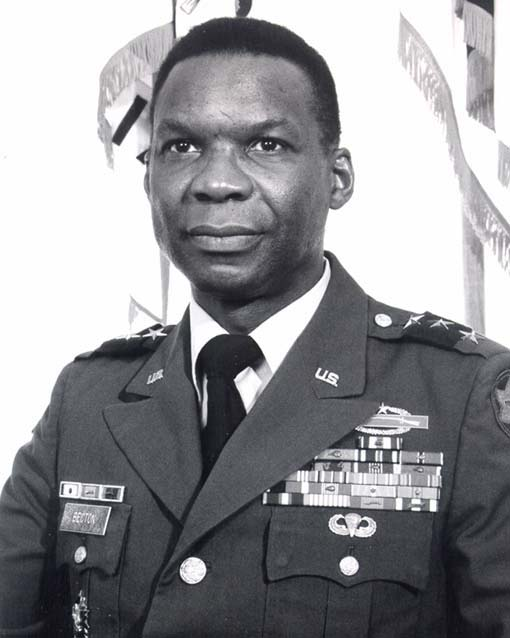
Julius W. Becton Jr.

Julius Wesley Becton Jr. (* 29. Juni 1926 in Bryn Mawr, Montgomery County, Pennsylvania; † 28. November 2023) war ein Generalleutnant der United States Army und unter anderem Kommandeur des VII. Corps. Als Zivilist war er Leiter der Bundesagentur für Katastrophenschutz (FEMA).

## Leben
Nach der High School trat Julius Becton im Jahr 1944 dem United States Army Air Corps bei. Er wollte Militärpilot werden, was aber aufgrund einer Augenerkrankung nicht möglich war. Im Jahr 1945 absolvierte er die Officer Candidate School und wurde danach als Leutnant der Infanterie zugewiesen. Zunächst diente er in der 93. Infanteriedivision. Diese Einheit bestand aus afro-amerikanischen Soldaten. In jener Zeit galt in der US-Army noch die Rassentrennung. Becton wurde für einige Zeit auf die Philippinen versetzt.
Im Jahr 1946 verließ er vorübergehend die Armee um am Muhlenberg College in Allentown in Pennsylvania zu studieren. Nachdem im Jahr 1946 die Rassentrennung in der Armee aufgehoben wurde, kehrte Becton in den Militärdienst zurück. Dort durchlief er anschließend alle Offiziersränge vom Leutnant bis zum Dreisterne-General.
Während seiner langen Militärzeit machte er auch Gebrauch von Fortbildungsmaßnahmen. Er absolvierte sowohl das Command and General Staff College als auch das United States Army War College und das Armed Forces Staff College. Hinzu kamen akademische Grade der Prairie View A&M University und der University of Maryland.
Militärisch wurde Julius Becton im Koreakrieg und im Vietnamkrieg eingesetzt. Er war außerdem in Deutschland, auf den Philippinen, in Frankreich und in Japan stationiert. Im Jahr 1972 erreichte er mit seiner Beförderung zum Brigadegeneral die Generalsränge. Zwischen November 1975 und November 1976 kommandierte er die 1. Kavalleriedivision und zwischen Oktober 1978 und Juni 1981 hatte er den Oberbefehl über das VII. Corps, das sein Hauptquartier in Stuttgart hatte. Er war damit der erste Afro-Amerikaner überhaupt, der ein Korps der US-Army kommandierte.
Im Jahr 1983 ging Julius Becton im Rang eines Generalleutnants in den Ruhestand. Er setzte seine Laufbahn nun als Zivilist fort und war in wichtigen Regierungsfunktionen, der NATO und im privaten Bereich tätig. In den Jahren 1984 und 1985 war er Abteilungsdirektor für ausländische Katastrophenhilfe bei der Bundesbehörde United States Agency for International Development. Anschließend wurde er von Präsident Ronald Reagan zum Direktor der für Katastrophenschutz zuständigen Behörde Federal Emergency Management Agency (FEMA) ernannt. Dieses Amt bekleidete er zwischen 1985 und 1989. Später war er CEO bei der Firma American Coastal Industries und Vorsitzender des NATO-Komitees für zivile Notfallpläne (Senior Civil Emergency Planning Committee for NATO). Zwischen 1989 und 1994 war Becton zudem Präsident der Prairie View A&M University. In den Jahren 1996 bis 1998 war er Leiter des öffentlichen Schulsystems in der Bundeshauptstadt Washington D.C. Er war Mitglied zahlreicher Organisationen und Institutionen und galt als einer der 100 einflussreichsten Afro-Amerikaner in den USA. Später lebte Julius Becton in Fort Belvoir in Virginia. Mit seiner zwischenzeitlich verstorbenen Frau Louise hatte er zehn Kinder.

## Orden und Auszeichnungen
Julius Becton erhielt im Lauf seiner militärischen Laufbahn unter anderem folgende Auszeichnungen:
- Combat Infantryman Badge
- Army Distinguished Service Medal
- Silver Star
- Legion of Merit
- Distinguished Flying Cross
- Bronze Star Medal
- Air Medal
- Meritorious Service Medal
- American Campaign Medal
- Asiatic-Pacific Campaign Medal
- World War II Victory Medal
- Army of Occupation Medal
- National Defense Service Medal
- Korean Service Medal
- Vietnam Service Medal
- Philippine Independence Medal (Philippinen)
- United Nations Korea Medal
- Gallantry Cross (Südvietnam)
- Vietnam Campaign Medal (Südvietnam)
- Großes Bundesverdienstkreuz mit Stern des Verdienstordens der Bundesrepublik Deutschland

## Einzelnachweis
1. ↑  RETIRED LT. GEN. JULIUS BECTON DIES. In: ausa.org. 29. November 2023, abgerufen am 29. November 2023 (amerikanisches Englisch).